# Donghae
Donghae (hangul 동해, hanja 東海) är en stad i östra Sydkorea, belägen i provinsen Gangwon vid kusten mot Japanska havet. Invånarantalet var 93 657 invånare i slutet av 2017, på en yta av 180 kvadratkilometer.
Donghae ligger på järnvägslinjen Yeongdong mellan Gangneung och Yeongju. Det finns även en färjelinje till Vladivostok i Ryssland och Sakaiminato i Japan.
Kommunen delas administrativt in i tio stadsdelar (dong); Balhan-dong, Bugok-dong, Bukpyeong-dong, Buksam-dong, Cheongok-dong, Dongho-dong, Mangsang-dong, Mukho-dong, Samhwa-dong och Songjeong-dong.